# Émigration
Cet article court présente un sujet plus développé dans : Migration humaine.

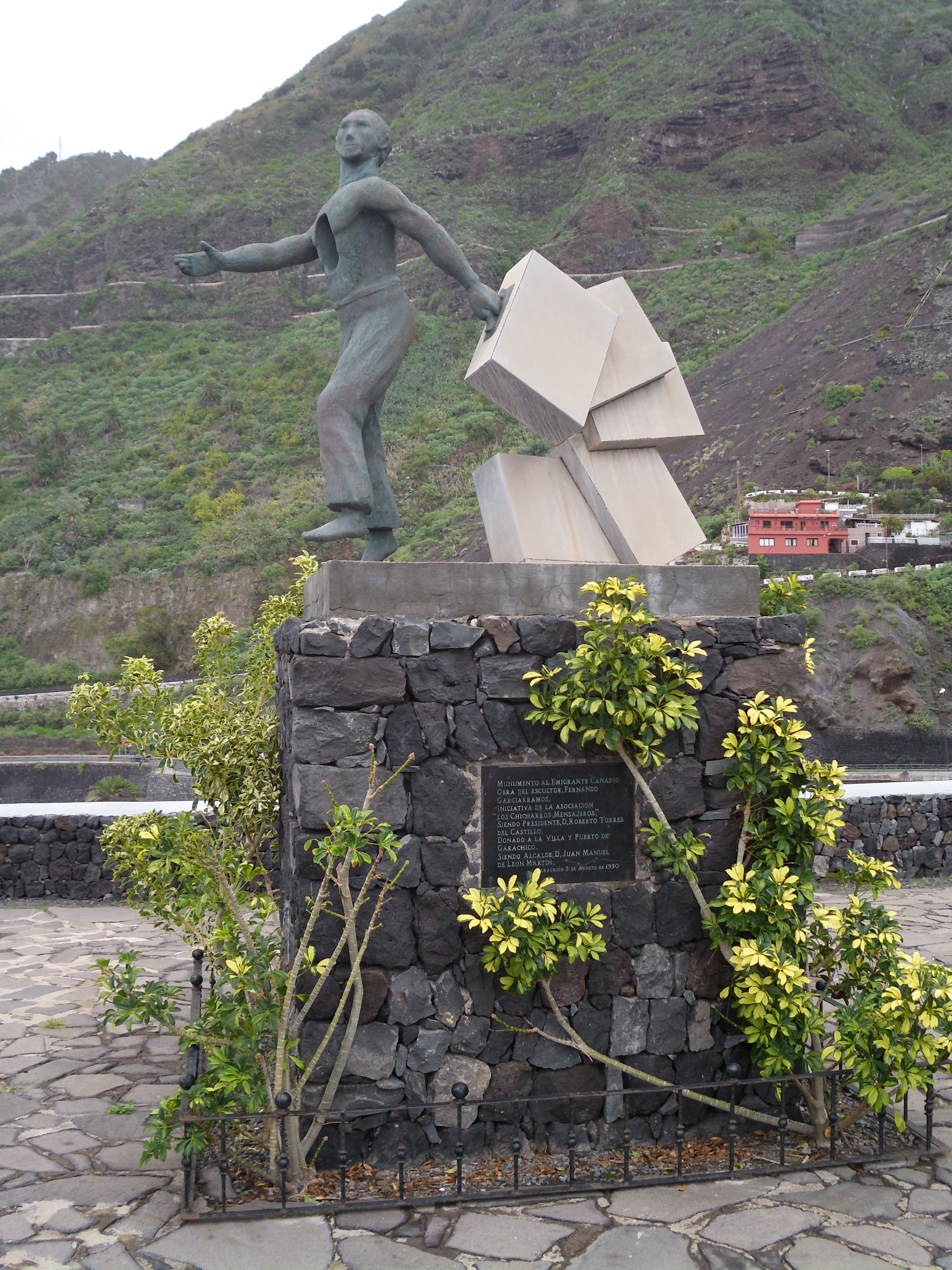
Fernando García Ramos, Monumento al emigrante (Garachico, Tenerife).

L'émigration est l'acte de quitter un pays ou un lieu de résidence avec l'intention de s'installer ailleurs (pour quitter définitivement un pays). À l'inverse, l'immigration décrit le fait d'arriver dans un pays pour s'y installer (pour se déplacer de façon permanente dans ce nouveau pays). Par conséquent, on pourrait émigrer de son pays d'origine pour immigrer dans un autre pays (un pays d'accueil) . Les deux sont des actes de migration.

## Émigrations dans l'histoire
- Émigration illégale
- Migration forcée et Transfert de population
- Émigration bretonne en Armorique
- Émigration messine à Berlin à la suite de la révocation de l'édit de Nantes
- Émigration française (1789-1815)
- Émigration tessinoise
- Grande Émigration (Pologne)
- Émigration italienne
- Histoire de l'émigration allemande en Amérique
- Émigration suédoise aux États-Unis
- Émigration française en Uruguay au XIXe siècle
- Émigration russe blanche
- Émigration intérieure (Allemagne nazie)
- Émigration des Juifs fuyant l'Europe occupée vers le Royaume-Uni
- Émigration géorgienne vers la France
- Émigration en provenance de la Pologne depuis son adhésion à l'UE